# Хукстра, Паулюс
Па́улюс Йо́ан Ху́кстра (нидерл. Paulus Joan Hoekstra; 30 декабря 1944, Энсхеде) — голландский и бельгийский гребец-байдарочник, выступал за сборные Нидерландов и Бельгии в середине 1960-х — конце 1970-х годов. Участник трёх летних Олимпийских игр, серебряный призёр Олимпийских игр в Токио, обладатель серебряной и бронзовой медалей чемпионатов мира, бронзовый призёр чемпионата Европы, победитель многих регат национального и международного значения.

## Биография
Паулюс Хукстра родился 30 декабря 1944 года в городе Энсхеде провинции Оверэйссел. Увлёкшись греблей на байдарках и каноэ, проходил подготовку в Хенгело в местном спортивном клубе TWV.
Первого серьёзного успеха на взрослом международном уровне добился в возрасте девятнадцати лет в сезоне 1964 года, когда попал в основной состав голландской национальной сборной и благодаря череде удачных выступлений удостоился права защищать честь страны на летних Олимпийских играх в Токио. В двойках на тысяче метрах вместе с напарником Антониусом Гёртсом завоевал серебряную олимпийскую медаль, уступив на финише только шведскому экипажу Свена-Олова Шёделиуса и Гуннара Уттерберга. При этом в четвёрках на тысяче метрах совместно с Тео ван Халтереном, Хиком Вейзеном и Яном Виттенбергом показал в финале лишь седьмой результат.
Став серебряным олимпийским призёром, Хукстра остался в основном составе гребной команды Нидерландов и продолжил принимать участие в крупнейших международных регатах. Так, в 1966 году он побывал на чемпионате мира в Восточном Берлине, откуда привёз награду бронзового достоинства, выигранную в зачёте одиночных байдарок на дистанции 500 метров — лучше него дистанцию преодолели только румын Аурел Вернеску и датчанин Эрик Хансен.
Будучи в числе лидеров голландской национальной сборной, благополучно прошёл квалификацию на Олимпийские игры 1968 года в Мехико — они с Гёртсом вновь стартовали в километровой дисциплине двухместных байдарок, однако на этот раз стали в финале лишь четвёртыми позади СССР, Венгрии и Австрии, немного не дотянув до призовых позиций. Также он состязался здесь в одиночках на тысяче метрах, но занял в финале последнее девятое место, проиграв победившему венгру Михаю Хесу более восьми секунд.
В 1969 году Паулюс Хукстра выступил на чемпионате Европы в Москве, где стал бронзовым призёром в полукилометровой программе двухместных байдарок. В дальнейшем принял бельгийское гражданство, переехал в город Гент (присоединившись к местному одноимённому клубу KCC Gent) и перешёл в гребную команду Бельгии, в частности под бельгийским флагом в паре с новым партнёром Жан-Пьером Бурни в двойках на пятистах метрах выиграл серебряную медаль на мировом первенстве в Белграде — в финале их обошёл только шведский экипаж Ларса Андерссона и Рольфа Петерсона.
Последний раз показал сколько-нибудь значимые результаты на международной арене в сезоне 1976 года, когда отобрался на Олимпийские игры в Монреале. Стартовал здесь вместе с Бурни среди байдарок-двоек на дистанциях 500 и 1000 метров: в первом случае занял в финале последнее девятое место, тогда как во втором случае был ближе к пьедесталу почёта — финишировал в решающем заезде шестым.
Впоследствии вернулся в Нидерланды, работал тренером в голландской национальной сборной по гребле на байдарках и каноэ.